# Conus miliario
Conus miliario é uma espécie de gastrópode do gênero Conus, pertencente a família Conidae.